# 어윈 M. 제이컵스

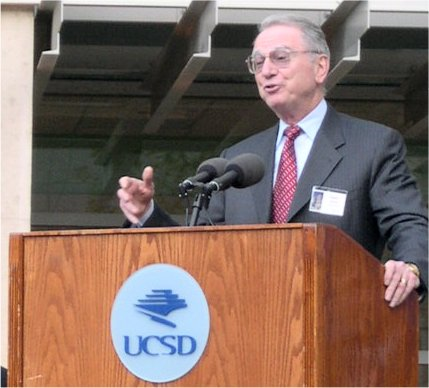

어윈 제이컵스(Irwin Mark Jacobs, 1933년 10월 18일 ~ )는 전기 공학자이자 퀄컴의 공동설립자 겸 전 회장이고, 소크 연구소(Salk Institute) 이사회 의장이다.

## 생애 초기 및 학장 시절
제이컵스는 미국 매사추세츠주 뉴베드퍼드에서 유대계 미국인 가족으로 태어났다. 그는 1956년 코넬 대학교에서 전기공학 학사학위를 받았고, 1957년과 1959년에 MIT에서 컴퓨터 공학 석사학위와 박사학위를 각각 받았다. 그의 박사과정 담당교수는 에드워드 아서스였다. 추가적으로, 시그마 알파 뮤와는 이복 형제이다.

## 경력
제이컵스는 1959년부터 1966년까지 MIT에서 전기공학 조교수 및 부교수로 재직했고 1966년부터 1972년까지 캘리포니아 대학에서 컴퓨터 공학 교수로 재직했다. 1965년에 출간되어 지금까지 사용되고 있는 통신공학의 원리라는 제목의 교제의 저자이기도 하다. 캘리포니아 대학의 제이컵스 공과대학은 그와 그의 부인 이름을 따서 지어졌다.
1968년 제이컵스는 위성 암호화 장비 개발을 위해 앤드류 비터비와 함께 링커비트라는 회사를 공동 설립했다. 이 회사는 1980년 M/A-COM에 합병되어 M/A-COM 링커비트가 되었다.
1985년 제이컵스는 미국 최초의 스타트업 지원기관(start-up accelerator)인 커넥트(CONNECT)를 공동설립했다. 커넥트는 처음에 캘리포니아 대학교 샌디에이고 내부 부서로 시작했는데, 2005년 분사했고, 커넥트 재단(CONNECT Foundation)이라는 자선기관(charitable foundation)과 커넥트 협회(CONNECT Association)라는 교역기관(trade organization)으로 분리되었다.
1985년 제이컵스는 계속해서 앤드류 비터비, 하비 와이트, 아델리아 코프만, 앤드류 코헨, 클레인 길하우슨 그리고 프랭클린 안토니오와 함께 퀄컴을 공동 설립했다. 퀄컴은 기술적으로 가장 발전된 양방향 이동 위성 통신 및 추적 시스템 중의 하나로 생각되는 OmniTRACS를 개발했다. 그는 오래된 고정 시분할 TDMA 기술보다 더 효율적으로 통신 대역폭을 사용하는 이러한 시스템을 선도했다. 이러한 코드 분할 다중 접속(Code Division Multiple Access, CDMA) 그당시 북미에서 차세대 휴대폰에 사용될 두 디지털 표준 중에 하나(다른 하나는 GSM)로 선택되었다. 제이컵스는 2009년 3월 3일 자신은 퀄컴 회장직에서 물러나고 그의 아들인 폴 E. 제이컵스를 후임으로 임명한다고 발표했다.

## 소속
제이컵스는 미국 기술 아카데미(National Academy of Engineering)의 회원이고 전기 전자 기술자 협회의 특별회원이다. 그는 생물학 연구를 위한 소크 연구소의 회장이자 이스라엘 기술 협회 고문이다. 덧붙여, 베이징 칭화 대학의 경영 대학의 고문을 역임하고 있다. 또한, 로스앤젤레스에 위치한 태평양 국제 정책 협의회의 이사로 활동하고 있다.

## 수상
1980년 제이컵스는 격년으로 수여되는 1980 미국 우주 항공 연구소상을 앤드류 J. 비터비와 공동 수상했다. 1992년에는 제이컵스 미국 기업가 협회에서 수여하는 올해의 기업가상을 받았고, 1993년 5월 미국 전기 협회의 "발명하는 미국의 미래" 상을 수상했다.
CDMA 개발과 관련해서 제이컵스는 국가 기술 혁신상을 1994년에 수상했고, 같은 해 1994 코넬 대학 올해의 기업가상을 받았다. 1995년에는 리더쉽, 이론, 실행 및 제품 개발을 포함한 통신에 대한 뛰어난 기여를 한 공로로 1995 IEEE 알렉산더 그래이엄 벨 메달을 받았다.
2009년에 AAAS(American Association for the Advancement of Science) 특별회원으로 지명되었다.
2011년에는 잭 울프와 함께 마르코니 상을 공동 수상하였고 마르코니 특별회원으로 지명되었며 프랭클린 연구소 상을 수상했다.

제이컵스와 그의 아내 조안 제이컵스는 샌프란시스코에서 공공 예술 및 교육에 기부하고 있다. 이 공로로, 제이컵스는 2004년 우드로 윌슨 기업 시민 상을 받았다.
2005년 MIT 졸업식에서 연설을 했고, 2008년에는 공대 졸업식에서 연설했다.
제이컵스는 2007년 무선 통신의 성장을 가능하게 한 최고의 기여, 혁신 및 리더쉽에 대한 공로로 울프슨 마이크로 일렉트로닉스에서 수여하는 IEEE/RSE Wolfson James Clerk Maxwell Award를 비터비와 함께 받았다.
2012년 4월 19일 제이컵스는 W. P. Carey 경영대 학장 협의회 올해의 임원 100명으로 선출되었는데, 그것은 오늘날 경영학도들의 모델이 된 변화를 주도하는 비지니스 리더들에게 수여된다.
2013년 8월 그는 전기 전자 기술자 협회(Institute of Electrical and Electronics Engineers, IEEE)로부터 영예의 메달을 받았는데, 그것은 기술자가 그의 동료로부터 받을 수 있는 가장 영예로운 것이다. IEEE는 이 상이 단지 그의 혁신 뿐만 아니라 혁신을 산업에 줄곧 적용시켜 왔던 능력 때문에 받고 있다고 말했다.
2013년 11월 그는 타이완 국립 칭화 대학에서 뛰어난 영예 석좌교수 자격을 얻었다.
2014년 8월 19일 제이컵스는 국립 칭화 대학에서 명예 공학 박사학위를 받았다.
제이컵스는 디지털 이동 전화, 데이터 그리고 통신 및 기술분야에서의 개척자적인 업적으로 컴퓨터 역사 박물관의 2014 특별회원으로 선출되었다.

## 기부 활동
퀄컴의 공동설립자로서 제이컵스는 통큰 기부와 몇몇 학교와 조직에 대한 보조금으로 교육분야에 수 억 달러를 기여해왔다. 그의 기부는 예술 뿐만 아니라 공학과 컴퓨터 과학 분야에 합당한 학생을 위한 특별 기금이나 장학금으로 대부분 쓰여졌고, 샌디애고 지역에 집중되었다. 2011년 샌디애고 유니온 트립뷴은 그에게 "최고 박애주의자"라는 별명을 붙여주었다.
2009년 9월 현재 제이컵스는 MIT에 있는 자신의 대학원에 총 3,100만 달러를 기부했다. 그는 몇 년 동안 각각 1,500만 달러와 1억 1000만 달러를 그가 컴퓨터 공학 교수로 재직했던 캘리포니아 대학교에 기부했다. 추가적으로 그는 총 6,200만 달러를 테크니온 아메리칸 소사이어티, 그의 모교 코넬 대학교, KPBS 방송국 그리고 샌디아고 자연사 박물관에 기증했다. KPBS 기부액은 모두 100만 달러였고, 방송국의 지역 저널리즘과 NPR(National Public Radio)과 뉴스 합작을 강화하기 위해 장기적인 기부가 계획되었다. 제이컵스 가족들은 KPBS를 위한 스튜디오를 짓기 위해 자금을 기부해왔고 수십년 동안 방송국을 지원해왔다. 2010년 그는 샌디에고 발보아 공원에 있는 파나마 프라자를 자동차 없는 곳으로 만들자는 오래전부터 계획된 제안을 실행실킬 방법에 대한 기술 연구에 자금을 제공했고 그 제안을 연구하고 제안을 위한 개인적인 펀딩을 늘리기 위해 위원회의 의장직을 수락했다.
제이컵스 샌디에고 교향악단을 위해 1억 2000만 달러를, 캘리포니아 대학의 제이컵스 공과대학에 비슷한 금액을, 캘리포니아 대학 미래 전문 병원에 7,500만 달러 그리고 샌디에고 중심가에 있는 중앙 도서관을 바꾸기 위해 2,000만 달러를 기부하기로 약속했다. 또한, 2005년에 라호이아 극장을 위한 조안과 어윈 제이컵스 센터는 협회 발전의 박애주의 적인 기여를 기념하여 제이컵스와 그의 아내의 이름이 붙여졌다.
2013년 4월, 제이컵스 가족은 뉴욕 루즈벨트 섬에 있는 코넬/테크니온(이스라엘) 합작 기술 캠퍼스에 1억 3,300만 달러를 기부했다.

### 기부 서약
2010년 제이컵스 부부는 그들 재산 대부분을 자선 단체에 기탁하기로 서약하면서 기부 서약에 동참했다. 기부 서약은 박애주의적인 이유로 50% 이상 자신의 부를 기부하기로 서약한 약 40명의 미국 억만장자로 이루어져 있다. 2010년 기준으로, 제이컵스의 재산 절반은 6억 달러정도이다. 서약의 일환으로, 제이컵스 가족은 적어도 재산 50%를 기부하고 싶어하는 자선 행위를 선택할 것이다.

## 사생활
제이컵스는 1954년 뉴욕 출신의 영양학자이자 코넬 대학교 졸업(1952년) 동기인 조안 제이컵스(결혼전 성은 클레인)와 결혼했다. 캘리포니아 라호이아에 거주하며 네 명의 아들이 있다. 아들 폴 E. 제이컵스는 2014년 3월 4일 퇴임한 어윈 제이컵스의 뒤를 이어 퀄컴의 CEO가 되었다. 제프 제이컵스는 퀄컴의 최고 마케팅 경영자이다. 차남 할 제이콥1985년 미국 마카비 배구팀에서 활약했고 뮤지컬 저지 보이스의 공동 제작자이다. 장남 개리 제이컵스는 개리와 제리-앤 제이컵스 고등 기술 공립학교의 이사장이다. 제이컵스의 손자 아담 제이컵스는 코넬 대학교 야구부 포수였다. 취미는 예술, 독서, 조깅 그리고 가족과의 외출이다.